# Сукхотаи (царство)
Сукхотаи (тайск. อาณาจักรสุโขทัย) — тайское государство, располагавшееся на территории современного Таиланда вокруг города Сукхотхаи в XIII—XV веках. Исторически первое государство тайцев. Оно образовалось на окраинах Кхмерской империи, а впоследствии было завоёвано королевством Аютия.

## Политическая история

### Предыстория

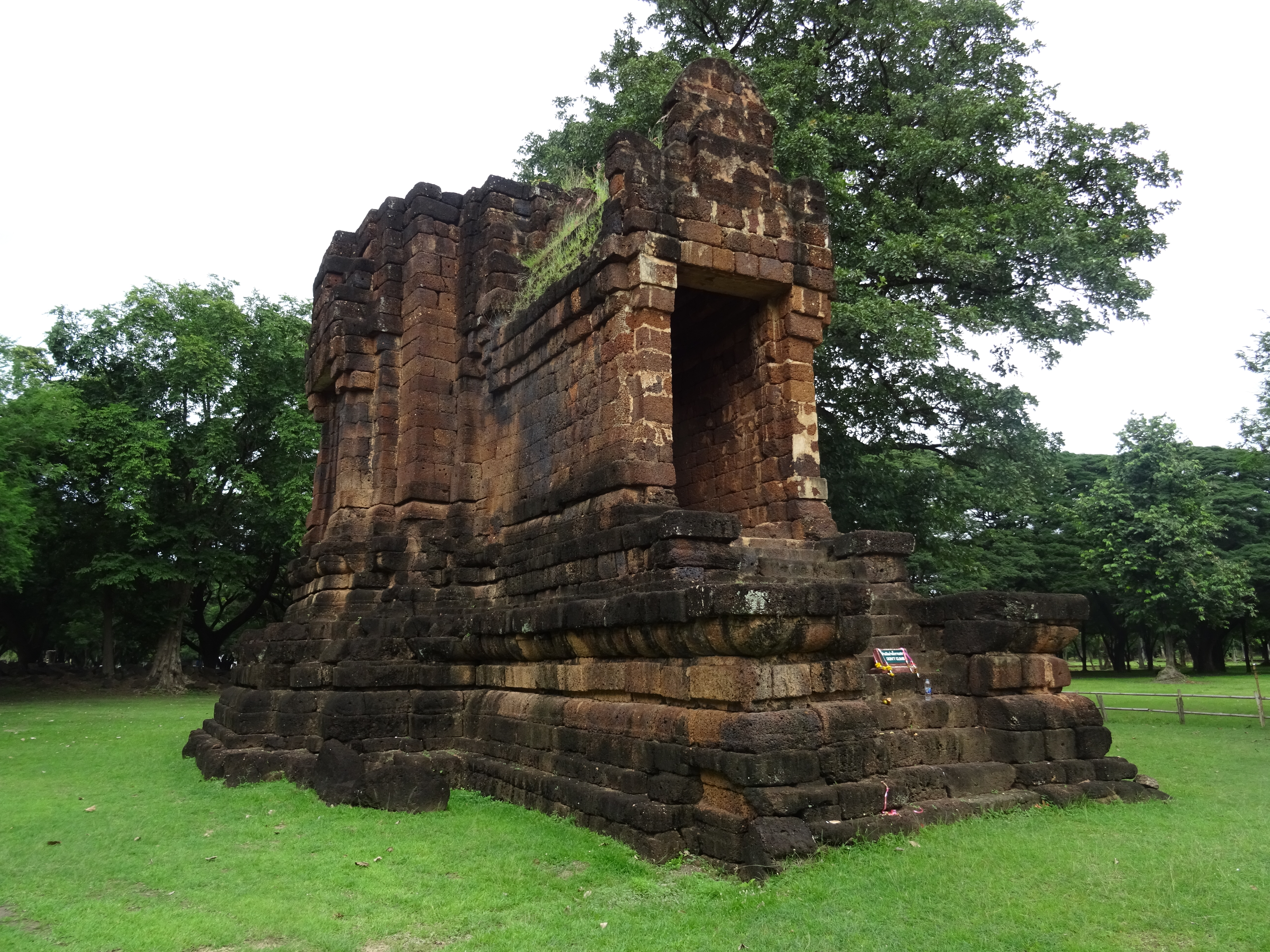
Кхмерский храм Та-Па-Денг в Сукотае, XII век.

С VII по XII век тайские племена населяли горную местность между государством Наньчжао на севере и монскими государствами на юге. Тайцы постепенно расселялись на юг, заселяя земли, слабо освоенные монами и кхмерами. В VIII веке (около 773 года) появилось небольшое княжество Чиангсен. В XI веке Кхмерская империя начала набирать в армию тайских наемников. Об этом известно по надписям государства Тямпа и по барельефам на храме Ангкор-Ват. Предположительно при императоре Сурьявармане II тайцев стали селить на северной окраине кхмерской империи для защиты от вторжений варваров: им предоставили необитаемую полосу земли в среднем течении реки Менам (Чаупхрая) между государствами Лаво и Харипунчая. Здесь тайцами были построены города Сукотаи, Саванкалок и Пхитсанулок.  
По мере ослабления Кхмерской империи тайские племена усиливались и постепенно подчиняли себе кхмерские и монские поселения, жители которых предпочитали тайскую власть с ее умеренными налогами. В 1096 году образовалось небольшое княжество Пайао, в 1215 году появилось княжество Могаунг, а в 1223 году возникло княжество Моно. В 1229 году тайцы создали государство в Ассаме. В 1230-х годах кхмерский император Индраварман II выдал свою дочь за тайского вождя Па Мыанга и дал ему титул Камратен Анг Шри Индрапатиндрадитья. Несмотря на этот брак, Па Мыанг заключил союз с князем Банг Клангом и начал войну с кхмерами. Союзники захватили город Саванкалок, а в 1238 году штурмом взяли город Сукотай. После этого Па Мыанг передал свой титул Банг Клангу, который сократил его до Шри Индрадитья и основал первую династию тайских королей.

### Сукхотай при Рамакхамхаенге

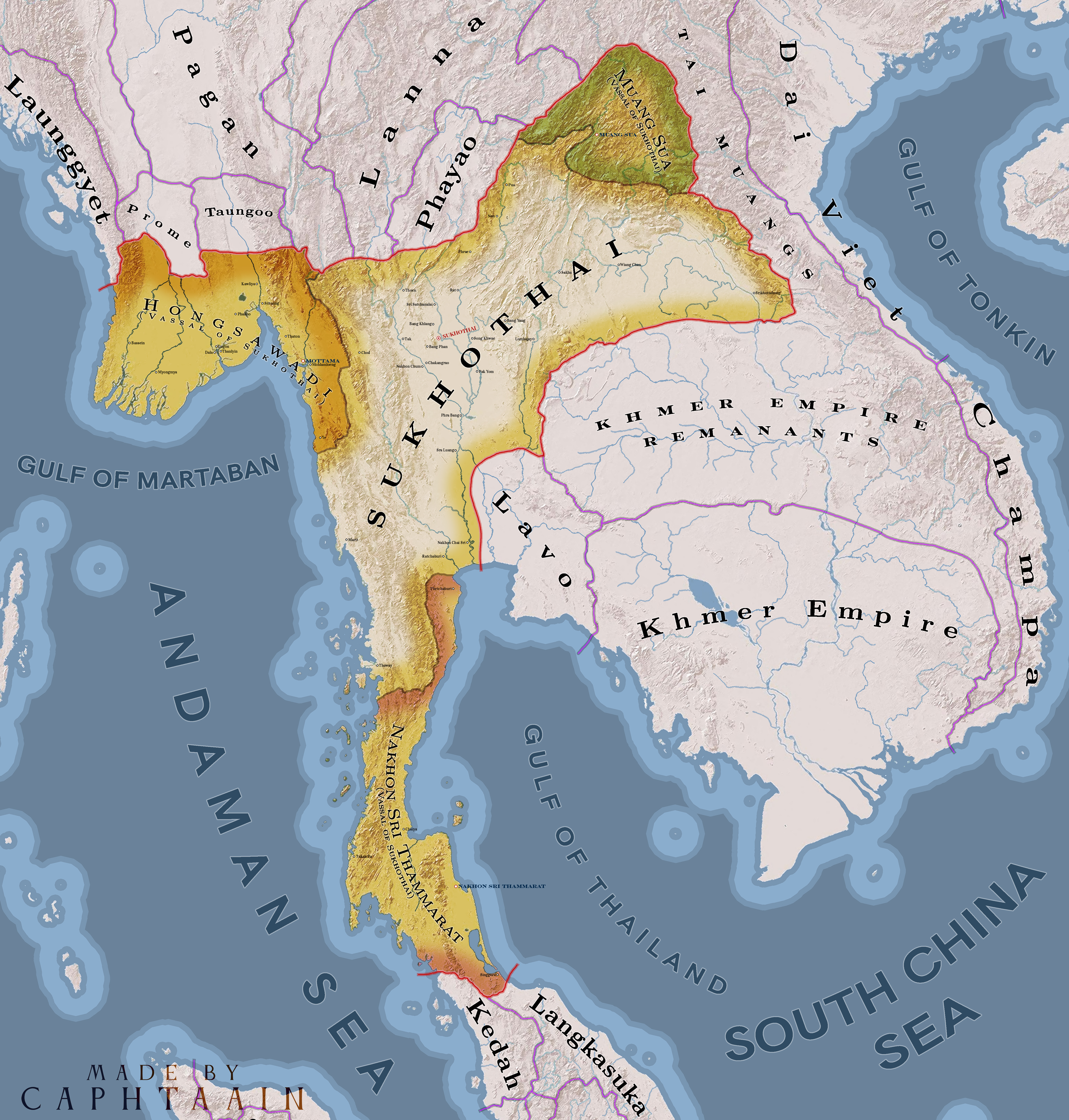
Сукхотаи в 1293 году.

История Сукхотайского государства в первые 40 лет (При Шри Интрадитье и его сыне Пан Мыанге) известна плохо. В 1275 году королем становится Рама Камхенг (Рамакхамхаенг), брат Па Мыанга. За два десятилетия он превратил Сукхотаи в большое государство, которое тянулось от верховий Меконга до Малайского полуострова. В 1277 году монголы вторглись в северную Бирму, что позволило Рамакхамхаенгу в начале 80-х годов установить протекторат над Южной Бирмой, где он назначил вице-королем тайца Вареру. Около 1281 года Рамакхамхаенг восстановил монское государство Лаво со столицей в Лопбури. До 1299 года Лаво отправляло послов в Китай на равных правах с Сукотаем.
В этот период монголы окончательно завоевали Китай и начали экспансию на юг; они вторгались в северный и южный Вьетнам, Камбоджу, Индонезию, Бирму и северный Таиланд. В 1282 году в Сукхотай и Лаво прибыли посла Хубилай-хана с требованием подчинения и выплаты дани. Их оставили без ответа. В 1283 году монголы вторглись в Камбоджу и Паганское царство. Камбоджа и Тямпа признали монгольскую власть в 1285 году, а в 1287 году Паган был захвачен и аннексирован. Монголы подошли вплотную к границам Сукхотая. В том же 1287 году по инициативе Рамакхамхаенга был заключен союзный договор между Сукхотаем, государством Пайао и государством Чиангсена (позже известном как Ланна). Чиангсена в 1260-е и 1270-е годы постепенно завоёвывало территорию государства Харипунчайя, но появление монголов, возможно, по приглашению Харипунчайи, заставило их приостановить экспансию. Союз с Сукхотаем позволил возобновить завоевания: в 1292 годы Чиангсена захватило город Лампун, но в Харипунчайю вошла монгольская армия. Рамакхамхаенг отправил посольство в Китай, признав себя подданным и согласившись платить дань. Он, видимо, договорился о выводе китайской армии: в 1293 году она покинула Харапунчайю. К 1296 году Чиангсена завершило завоевание Харипунчайи и его король решил основать новую столицу — Чиангмай. Он пригласил Рамакхамхаенга ознакомиться с выбранным местом и с планом города, который был составлен по понятиям сукотайской культуры.

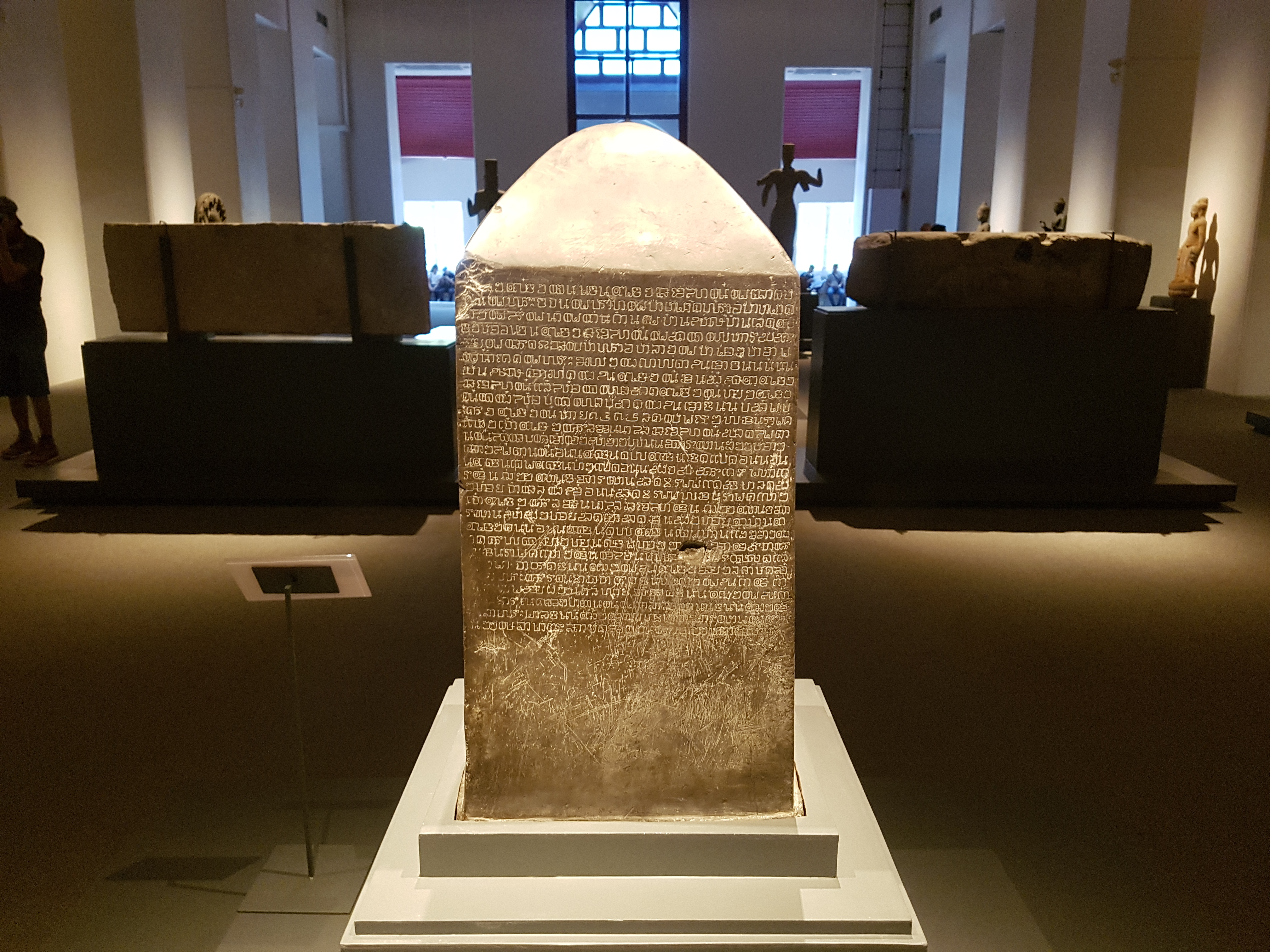
Надпись Рамакхамхаенга 1292 года

Одновременно Рамакхамхаенг вёл наступление на юг, отвоёвывая Малайский полуостров у империи Шривиджайя. В 1294 году китайцы велели ему лично явиться к императору для объяснений. В 1295 годы Сукхотаю было приказано прекратить войну со Шривиджайей, но к тому времени Малайский полуостров уже был захвачен. Экспансия Китая постепенно слабела: поход на Чиангмай в 1297 году окончился ничем, в 1298 году стал независимым Паган, в 1301 году китайцы были разбиты у Чиангмая, а в 1303 году Китай окончательно покинул Бирму. После 1300 года Рамакхамхаенг почти перестал отправлять посольства в Китай. Во время своего второго (последнего) визита в Китай Рамакхамхаенг вывез оттуда китайских ремесленников и наладил производство фарфора в Сукхотае.
В правление Рамакхамхаенга в Сукхотае был создан тайский алфавит, самая древняя надпись на котором была найдена в городе Сукхотай и датируется 1292 годом. Она известна как «Надпись Рамакхамхаенга» или «Сукхотайская надпись N1». В ней говорится, что король покорил земли на восток до Меконга, на юг до реки Пинг, Накхонситхаммарата и до моря,к западу до Мэсота и моря, а на севере до Луангпрабанга.
Дэвид Уайетт, писал, что расширение Сукхотайского царства трудно описать современными политическими терминами. Рамакхамхаенг не завоёвывал территорию военными вторжениями; лишь изредка он проводил настоящие военные компании. Более вероятно, что Малайский полуостров подчинялся ему лишь потому, что его власть признали князья Пхетбури и Супханбури, или же ему подчинился князь Накхонситхаммарата, которому, в свою очередь, подчинялись малайские вожди. Одну из надписей можно понимать так, что князья северного Лаоса и юга Юннани подчинились Сукхотаю добровольно, а не в ходе военной кампании. Можно даже предположить, что вся империя Рамакхамхаенга держалась на системе династических браков.

### Сукхотай после Рамакхамхаенга
В 1318 году Рамакхамхаенг умер и королём стал его сын Ло Таи. При нём государство Сукотаи начинает быстро слабеть. Сразу же отпадает Южная Бирма, затем территория Лаоса и княжества Южного Таиланда. Отпало княжество Супханбури, из-за чего Сукхотаи потерял доступ к Малайскому полуострову.К моменту смерти Ло Таи в 1347 году его государство сократилось до города Сукхотаи с прилегающими территориями. Советский историк Берзин объяснял упадок Сукхотая противоречиями между аграрным Севером и торговой экономикой Юга. Торговые интересы, по его словам, требовали новой консолидации страны, на этот раз на Юге.

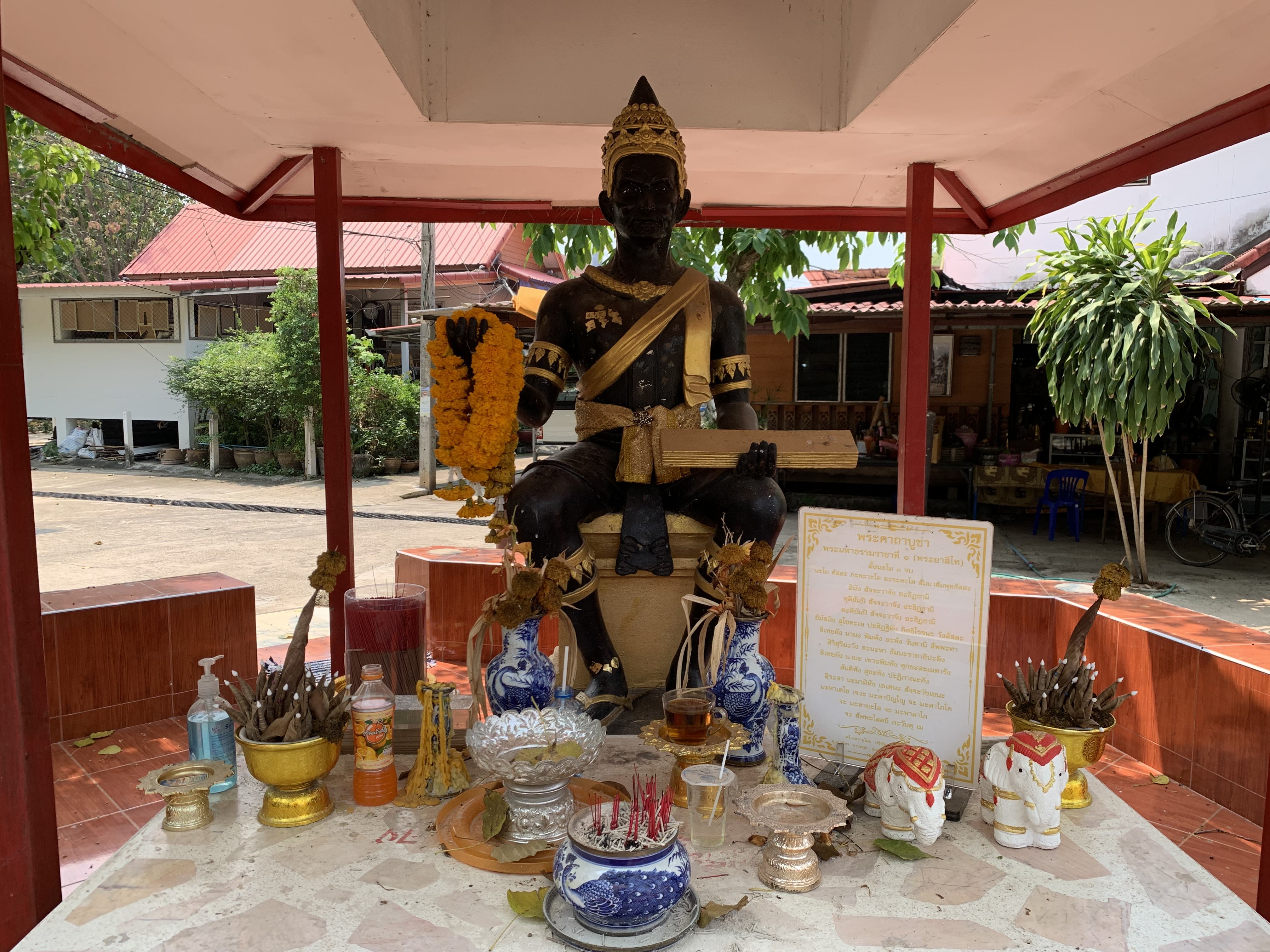
Статуя короля Лю Таи в Пхитсанулоке

В 1347 году королём стал Лю Таи, при котором к югу от Сукхотая усилилось княжество, столицей которого был Накхонпатхом, и которым правил князь Чайсири II. Пользуясь беспорядками в Сукхотае в первый год правления Лю Таи, Чайсири присвоил часть его территорий, в 1350 году основал город Айютия, принял титул короля и тронное имя Рама Тибоди I.  Так образовалось королевство Айютия. Первое время оно не трогало Сукхотай, но сразу начало серию войн с соседями с целью угона населения в рабство. Рама Тибоди I создал кодифицированное законодательство, в отличие от Сукхотая, где короли судили подданных лично, опираясь на обычное право и здравый смысл. В Айютии быстро шло закрепощение крестьян, обострились классовые отношения, а в Сукхотае сохранялись архаичные, патриархальные нравы. Лю Таи ещё в 1345 году написал трактат об обязанностях истинного буддийского правителя. Он писал, что правитель не должен взимать с подданных более 10% налогов, должен требовать только умеренных общественных работ и освобождать от таких работ стариков.
Сукхотайский король Лю Таи (который получил почетный титул Таммарача, «король дхармы») изучал философию, астрономию, буддийские тексты и веды. Он составил новый календарь и написал космогонический трактат «Трайпумикат». Некоторые историки читают это признаком отрыва от реальности, а Берзин писал, что Лю Таи применял теорию буддийского гуманизма в политической практике. В 1359 году, во время войны с княжествами Прэ и Нан, он не обращал пленных в рабство. В одной из надписей говорится, что в его годы не было рабов по всей стране. Он правил 23 года, немного расширил территорию государства и строил дороги. Были налажены связи с Цейлоном. Айютия за все годы его правления не решалась на вторжение.
После смерти Лю Таи в 1370 году королем слал его сын Таммарача 2; уже в 1371 годы Айютая напала на Сукхотай и захватила несколько городов. Началась семилетняя война, в ходе которой аютийский король Бороморача I совершил 7 походов на Сукхотай. В 1373 году он атаковал Кампенгпет, но был отбит. В 1375 годы был захвачен Пхитсанулок. Государство Ланнатай отправило на помощь Сукхотаю армию, но она была разбита в 1376 году. В 1378 году пал Кампенгпет, после чего король Таммарача II сдался. Сукхотаи перестал существовать как независимое государство; его западная часть перешла к Айютийе, а восточную, со столицей с Пхитсанутлоке, отдали Таммараче на вассальных правах.

## Экономика
Тайцы не только переняли у кхмеров многие производственные достижения, но и принесли свою производственную организацию. Её основой была деревня кровных родственников (бан), состоявшая из «домов» (рыан). Одна-две деревни сооружали мелкомасштабные оросительные системы. Земледельческое хозяйство шло как на заливном поле (на) (рис), так и на суходольном (рай) (клейкий рис, пальма, бетель, табак). Многие работы совершались на основе взаимопомощи.
Большую независимость получили домохозяйство и его глава. Проводилась расчистка леса для создания рисовых полей. В 1292 введён новый порядок наследования имущества «отца рода», главы дома. Знать (чао мыанги) строила крепостные замки. В столице и в городе Саванкалок Рамакхамхаенг Великий поселил мастеров по изготовлению фарфора.
Активно развивалась торговля, налоги за продвижение по дорогам отсутствовали, шла товаризация мелкого производителя.

## Государственное управление
Власть сукхотайского короля в полной мере распространялась только на королевский домен: город Сукхотаи и округу. По древней традиции домен окружали четыре удельных княжества: Саванкалок на севере, Питсанулок на востоке, Пичит на юге и Кампхэнгпхет на западе. Правили в них сыновья короля. Остальная территория состояла из вассальных княжеств Прэ, Нан, Луангпрабанг, Вьентьян, Наконпатом и Накхонситхаммарат. В них правили тайские, монские или малайские вожди, которые платили небольшую символическую дань и были обязаны помогать военной силой при необходимости. Им запрещалось вести войны друг с другом и препятствовать торговле в государстве.
Правящим классом в Сукхотае была военная аристократия. Рядовые тайцы (в переводе «свободные») не знали форм личной зависимости. Крестьяне имели только военную повинность. Положение местного, монского и кхмерского, населения было различным: те, кто сопротивлялся завоеванию, несли повинности и не имели гражданских прав. Те, кто поддержал завоевателей, получало статус свободных, то есть, они считались тайцами. Это способствовало слиянию тайцев с завоёванным местным населением.
По словам историка Дэвида Уайетта, король Рамакхамхаенг в своих надписях изображал Сукхотаи как идиллическое, лишённое конфликтов государство во главе со справедливым, доступным, всеми любимым монархом. Это сильно отличалось от других государств, в первую очередь от Ангкора, где сложилась жесткая социальная иерархия и тяжелые налоги. Уайетт писал, что Рамакхамхаенг как будто хотел предложить людям некую альтернативную форму государственного устройства.

## Культура

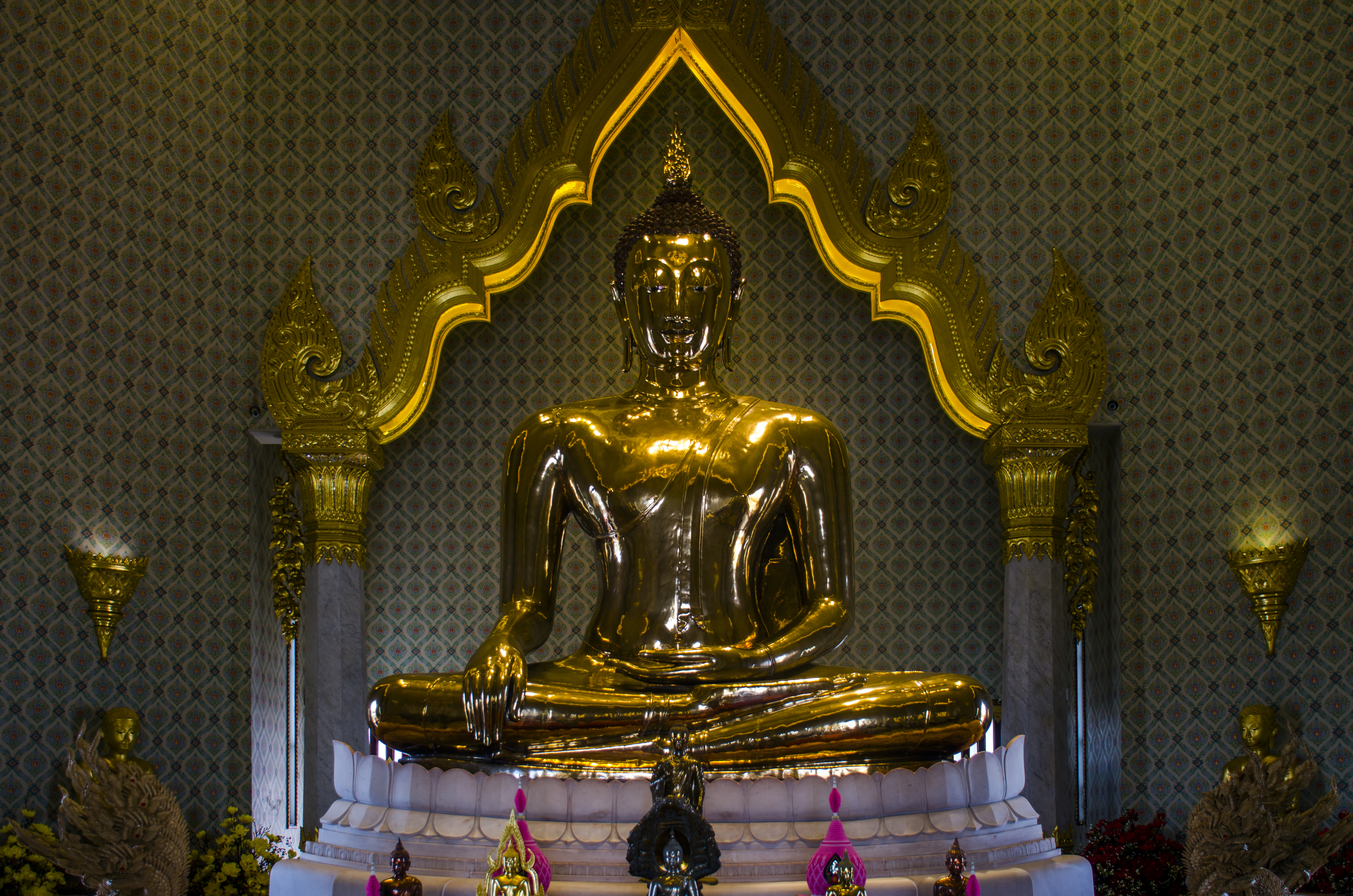
Золотой Будда - крупнейшая цельнолитая золотая статуя, созданная в эпоху Сукхотаи

Сукхотайский период тайской истории запомнился своими культурными достижениями, в первую очередь скульптурой. Немногие произведения сохранились до нашего времени, но и по ним видно, что основные черты сукхотайского стиля сложились ещё до конца XIII века. Описывая свою столицу, город Сукхотай, Рамакхамхаенг упоминает несколько крупных памятников, руины которых видны и сегодня. Дэвид Уайетт писал, что тайцы той эпохи обладали уникальной творческой энергией; сохраняя тайские традиции, они охотно воспринимали всё лучшее из мировой культуры, на них влияла культура Цейлона и Накхонситхаммарата, и они научились изготавливать китайский фарфор. При этом сукхотайское искусство и образ жизни сохраняли свою уникальность. Система ценностей оставалась чисто тайской, и особенно это касалось политической культуры. Сукхотаи перенёс на равнины Чаопрайи тот образ жизни, который давно сложился в горных общинах: общество без социальной иерархии, с личными, а не формальными отношениями.
Но эта культура была принесена в мон-кхмерскую среду, и её пришлось адаптировать; индуистские культы попали под королевское покровительство, и придворные скульпторы даже изготавливали статуи Вишну и Шивы в стиле тайских будд. Местный алфавит был модифицирован в 1283 году в сукхотайское письмо, чтобы тоновый тайский язык в письменном виде был понятен носителям нетоновых языков.

## Список правителей
| № | Имя                             | Годы правления |
| - | ------------------------------- | -------------- |
| 1 | Шри Индрадитья (Банг Кланг Хао) | 1239—1279      |
| 2 | Бан Муанг, сын                  | 1279           |
| 3 | Рамакхамхаенг, брат             | 1279—1298      |
| 4 | Лертхай, сын                    | 1298—1323      |
| 5 | Нгуанамтхом, двоюродный брат    | 1323—1347      |
| 6 | Литхай (Таммарача I), сын       | 1347—1368      |
| 7 | Леутхай (Таммарача II), сын     | 1368—1399      |
| 8 | Сайлеутхай (Таммарача III), сын | 1400—1419      |
| 9 | Бороммапан (Таммарача IV), сын  | 1419—1438      |

### Статьи
- David K. Wyatt. Laws and Social Order in Early Thailand: An Introduction to the "Mangraisat" (англ.) // Journal of Southeast Asian Studies. — Cambridge University Press, 1984. — Vol. 15, iss. 2. — P. 245-252.